# Pashokia laeviscutum
Pashokia laeviscutum is een hooiwagen uit de familie Assamiidae.